# Promachus absterrens
Promachus absterrens är en tvåvingeart som beskrevs av H. Oldroyd 1960. Promachus absterrens ingår i släktet Promachus och familjen rovflugor.
Artens utbredningsområde är Madagaskar. Inga underarter finns listade i Catalogue of Life.